# Peter Ehlebracht
Peter Ehlebracht (* 6. August 1940 in Leer) ist ein ehemaliger deutscher Kleinkünstler, Liedermacher und Sachbuchautor. Er war in den 1960er und 1970er Jahren zusammen mit Ingo Insterburg, Karl Dall und Jürgen Barz Bestandteil des musikalischen Komiker-Quartetts Insterburg & Co.

## Leben
Schon vor der Zeit mit Insterburg & Co. war Peter Ehlebracht mit Karl Dall, den er aus Leer kannte, auf West-Berliner Kleinkunstbühnen unterwegs.
Nach der Auflösung der Gruppe um Ingo Insterburg, dem Namensgeber der Gruppe, zog sich Ehlebracht 1979 zunächst aus dem Showbusiness zurück und betätigte sich als Autor von Sachbüchern, darunter der Bestseller Haltet die Pyramiden fest! – 5000 Jahre Grabraub in Ägypten (1980).
Anfang der 1990er Jahr trat er wieder zusammen mit  Karl Dall auf. Zu ihrem Repertoire gehörten Lieder aus der Zeit bei Insterburg & Co. und davor. Daraus entstand 1998 die CD Hatten wir nicht schon mal das Vergnügen?

## Filme
- 1964: Freddy und das Lied der Prärie, (deutscher Western und Schlagerfilm mit Freddy Quinn), Regie: Sobey Martin
- 1968: Quartett im Bett (mit Insterburg & Co., den Jacob Sisters, Rainer Basedow und Werner Finck), Regie: Ulrich Schamoni
- 1969: Charley’s Onkel (mit Insterburg & Co., Gila von Weitershausen, Gustav Knuth und  Heinz Erhardt), Regie: Werner Jacobs
- 1974: Chapeau Claque (mit Insterburg & Co., Ulrich Schamoni, Anna Henkel, Wolfgang Neuss und Rolf Zacher), Regie: Ulrich Schamoni

## Diskographie
- 1968: Insterburg & Co.: Eins – Zwei – Drei und Zwischenspiel …. (Philips)
- 1968: Geschwister Jacob & Insterburg & Co: Quartett im Bett – Original Filmmusik. (CBS)
- 1969: Geschwister Jacob & Insterburg & Co: Klatsch, klatsch Schenkelchen, Opa wünscht sich Enkelchen! / Gilbert. (7"-Single, CBS)
- 1969: Insterburg & Co.: Popklamotten. (Philips)
- 1969: Insterburg & Co: Liebe Oma / Es gibt keine Treue. (7"-Single, Philips)
- 1970: Insterburg & Co.: Laßt uns unsern Apfelbaum. (Philips)
- 1971: Insterburg & Co.: Musikalisches Gerümpel. (Philips)
- 1972: Insterburg & Co.: Lieder aus Kunst und Honig. (Philips)
- 1972: Insterburg & Co.: Sketsch Up. (Doppel-LP, Philips)
- 1973: Insterburg & Co.: Hohe Schule der Musik. (Philips)
- 1973: Insterburg & Co.: Sketsch Up Nr. 2 – Fritz hat ’ne Meise. (Doppel-LP, Philips)
- 1974: Insterburg & Co.: Herzlichen Glückwunsch zur Eintrittskarte. (Philips)
- 1974: Insterburg & Co.: Käse, Kunst und Pop-Gerümpel. (Philips)
- 1975: Insterburg & Co.: Motive. (Philips)
- 1975: Insterburg & Co.: Diese Scheibe ist ein Hit. (7"-Single, Philips)
- 1976: Insterburg & Co.: Nur Engel singen schöner. (Philips)
- 1976: Insterburg & Co.: Instrumentenschlacht. (Phonogram)
- 1976: Insterburg & Co.: Die Königsblödler - Die besten Live Record-Dings. (Sampler, Philips)
- 1977: Insterburg & Co.: Musik im Eimer. (Philips)
- 1977: Insterburg & Co.: Insterburger Pop-Spektakel (Sampler, Phonogram/Philips)
- 1978: Insterburg & Co.: Insterburg Live ’78. (RCA)
- 1978: Insterburg & Co.: Sketch as Sketch Can - Nonsens am Laufenden Band (Sampler, Doppel-LP, RCA)
- 1998: Hatten wir nicht schon mal das Vergnügen (mit Karl Dall), (Pingo Reco)

## Bücher
- Haltet die Pyramiden fest! – 5000 Jahre Grabraub in Ägypten.  Econ, Wien 1980, ISBN 3-430-12335-6, (mit Wilhelm Roggersdorf).
- Haltet die Pyramiden fest! – 5000 Jahre Grabraub in Ägypten. (mit Wilhelm Roggersdorf). Taschenbuchausgabe, Pabel-Moewig, Rastatt 1982, ISBN 3-8118-3138-0, (mit Wilhelm Roggersdorf).
- Das Ende der Wildnis – 100 Jahre Tiermord in Afrika. Ullstein, Frankfurt/M. – Berlin 1986, ISBN 3-550-07499-9.
- Heia Safari – 100 Jahre Tiermord in Afrika. Ullstein, Frankfurt/M. – Berlin 1989, ISBN 3-548-34573-5, (Taschenbuchausgabe von Das Ende der Wildnis mit neu eingerichtetem Bildteil).